# NGC 6826
NGC 6826 es una nebulosa planetaria en la constelación de Cygnus a unos 2200 años luz de distancia de la Tierra. Es la fase final de una estrella similar al Sol, una fase muy corta (se estima la edad de la nebulosa en 10 000 años) en comparación con la edad de la estrella (aproximadamente 10 000 millones de años).
Con la apariencia de un ojo con dos manchas rojas a los lados es conocida también como nebulosa del Ojo que Parpadea, también llamada, en el habla inglesa, Blinking Nebula. La parte circundante de color verde pálido se piensa que es gas equivalente a la mitad de la masa de la estrella. El remanente de la estrella (en el centro de la imagen) produce un viento estelar que empuja al material más antiguo, formando una burbuja caliente interior. La estrella es una de las más brillantes en una nebulosa planetaria.
Fue descubierta en 1793 por William Herschel.

## Información y datos
Suele recibir también el nombre de nebulosa Parpadeante, en inglés Blinking Nebula. 
Esta nebulosa planetaria recibe su nombre por una ilusión óptica. Cuando se mira alternativamente la nebulosa y su estrella principal, de décima magnitud, la nebulosa parece desvanecerse y luego aparecer de nuevo, por lo que se asemeja al parpadear de un ojo, este efecto es más acusado según se observe con la técnica de visión desviada. 

## Dónde encontrarla
Esta nebulosa se encuentra a 1,3 grados al este de Theta Cygni, una de las dos estrellas que forman la punta del ala del Cisne. Como es pequeña (aproximadamente medio minuto de arco), con un telescopio pequeño se suele ver apenas un objeto de brillo débil similar a una estrella. Para ver algún detalle se necesita un telescopio de 200 mm, que mostrará el brillante disco de color verde neón. Con una mayor potencia óptica se ven dos manchas rojas llamativas llamadas volantes que nadie ha conseguido todavía explicar. 

## Con prismáticos
Con unos prismáticos 9x63 y una magnitud límite próxima a 6 se aprecia como un objeto de apariencia prácticamente estelar, pero muy brillante y, con la técnica de visión desviada, se puede apreciar un parpadeo ligero, igualmente se aprecia como un objeto estrelliforme.
Con más aumentos (15-20x) se puede apreciar como una estrella desenfocada y poco más.